# Microsteira firingalavae
Microsteira firingalavae är en tvåhjärtbladig växtart som beskrevs av Arenes. Microsteira firingalavae ingår i släktet Microsteira och familjen Malpighiaceae. Inga underarter finns listade i Catalogue of Life.